# Большой Ортон
Большой Ортон — упразднённый в 2012 году посёлок в Междуреченском городском округе Кемеровской области России.

## История
Входил в состав Усть-Анзасского сельсовета Таштагольского района.
В 1972 году образованы ИТК-23/1 «Большой Ортон» и ИТК-23/3 «Базас», которые занимались заготовкой и переработкой древесины. В 1996 году после реорганизации учреждения ВД-30 ОИТК-23 переименовано в учреждение УН-1612(Л)11 и ИТК-1 «Большой Ортон» расформировали.
В 2012 году посёлки Большой Ортон и Новый Базас упразднены как фактически прекратившие существование (Закон Кемеровской области № 104-ОЗ от 2 ноября 2012 года «Об упразднении сельских населённых пунктов и о внесении изменений в некоторые законодательные акты Кемеровской области»).

## География
Большой Ортон расположен в юго-восточной части Кемеровской области в горно-таёжной зоне и находится на берегу реки Ортон, при впадения в неё ручья Дягтёрный. Назван по реке Большой Ортон.
Абсолютная высота 517 метров выше уровня моря.

## Население
| 1970 | 1979 | 1989 | 2002 | 2010 |
| ---- | ---- | ---- | ---- | ---- |
| 26   | ↗127 | ↗195 | ↘1   | ↘0   |

Национальный состав
Согласно результатам переписи 2002 года, в национальной структуре населения шорцы составляли 100 % от общей численности населения в 1 жителя

## Инфраструктура
Находилась колония УН-1612(Л)11 (ранее ИТК-23/1).
Была развита лесная промышленность.

## Транспорт
Лесные дороги.